# 4264 Karljosephine
4264 Karljosephine (1989 TB) là một tiểu hành tinh vành đai chính được phát hiện ngày 2 tháng 10 năm 1989, bởi K. F. J. Cwach ở Siding Spring.